# Ancistrocerus nigricornis
Espèce
Ancistrocerus nigricornis est une espèce de guêpes de la famille des Vespidae.

## Systématique
Le nom valide complet (avec auteur) de ce taxon est Ancistrocerus nigricornis (Curtis, 1826).
L'espèce a été initialement classée dans le genre Odynerus sous le protonyme Odynerus nigricornis Curtis, 1826.
Ancistrocerus nigricornis a pour synonymes :
- Ancistrocerus callosus (Thomson, 1870)
- Ancistrocerus nicricornis
- Ancistrocerus polonica Blüthgen, 1952
- Odynerus callosus Thomson, 1870
- Odynerus excisus Thomson, 1870
- Odynerus nigricornis Curtis, 1826
- Vespa sexpunctata Christ, 1791